# Comm
comm — утиліта Unix, читає файл1 і файл2, які мають бути заздалегідь лексично відсортовані, і генерує вивід, що складається з трьох стовпців тексту: рядки, знайдені тільки у файлі файл1; рядки, знайдені тільки у файлі файл2; і рядки, спільні для обох файлів. Ім'я файлу «-» означає стандартний ввід. Перед кожним стовпцем буде надруковано стільки символів табуляції, скільки друкується стовпців з меншими номерами. Наприклад, якщо вивід другого стовпця відключений, то перед рядками, що друкуються в першому стовпці, символів табуляції не буде зовсім, а перед рядками в третьому стовпці буде надрукований один символ табуляції.
Утиліта comm припускає, що файли були заздалегідь лексично відсортовані; всі символи беруть участь у порівнянні рядків.

## Параметри запуску
-1
не виводити перший стовпець.
-2
не виводити другий стовпець.
-3
не виводити третій стовпець.
-i
Нечутливе до регістра порівняння рядків.